# Alsólakos
 Alsólakos (korábban Alsó-Lendvalakos, szlovénül: Dolnji Lakoš) falu Szlovéniában a Muravidéken. Közigazgatásilag Lendva községhez tartozik.

## Fekvése
Lendvától 2 km-re délre a Lendva-Muraszombat út melletta Lendvába igyekvő Csernec patak jobb partján fekszik.

## Története
Alsó- és Felsőlakos a 14. századtól a 18. századig az alsólendvai uradalom részeként egy falu volt. A 14. század elején az alsólendvai uradalom a Buzád-Hahold-nemzetség birtoka volt, akiktől a Németújváriak erőszakkal foglalták el. Tőlük a királyi hatalom szerezte vissza és 1323-ban alsó-lendvai Bánffy Miklósnak adta birtokba. 1644-ig a család kihalásáig volt a Bánffyak birtoka. Ezután a Nádasdy család birtoka lett. 1690- ben Eszterházy nádor több más valaha Bánffy-birtokkal együtt megvásárolta. Ezután végig a család birtoka maradt.
Fényes Elek szerint " Lakos (Alsó), magyar falu, Zala vmegyében, 252 kath. lak. Ut. posta A. Lendva."
1910-ben 375, túlnyomórészt magyar lakosa volt.
Közigazgatásilag Zala vármegye Alsólendvai járásának része volt. 1919-ben a Szerb–Horvát–Szlovén Királysághoz csatolták, ami tíz évvel később vette fel a Jugoszlávia nevet. 1941-ben a Muramentét a magyar hadsereg visszafoglalta és 1945-ig ismét Magyarország része volt, majd a második világháború befejezése után végleg jugoszláv kézbe került. 1991 óta a független Szlovén Köztársaság része. 2002-ben 243 lakosa volt.

## Nevezetességei
- A település mellett található az Oloris régészeti lelőhely, bronzkori maradványokkal. A leletek egy részét a lendvai várban berendezett helytörténeti múzeum mutatja be.
- A falunak a Szentkereszt tiszteletére kápolnája a 20. század első felében épült.